# 増田村 (新潟県)
増田村（ますだむら）は、かつて新潟県刈羽郡にあった村。

## 沿革
- 1889年（明治22年）4月1日 - 町村制施行に伴い刈羽郡山野田村、三桶村、苔野島村、原村が合併し、増田村が発足。
- 1901年（明治34年）11月1日 - 刈羽郡森山村、結城野村、法末村と合併し、上小国村となり消滅。